# Médaille pour la défense de Kiev
 (signalé en juillet 2025).
Si vous disposez d'ouvrages ou d'articles de référence ou si vous connaissez des sites web de qualité traitant du thème abordé ici, merci de compléter l'article en donnant les références utiles à sa vérifiabilité et en les liant à la section « Notes et références ».
- Archive Wikiwix
- Bing
- Cairn
- DuckDuckGo
- E. Universalis
- Gallica
- Google
- G. Books
- G. News
- G. Scholar
- Persée
- Qwant
- (zh) Baidu
- (ru) Yandex
- (wd) trouver des œuvres sur Wikidata

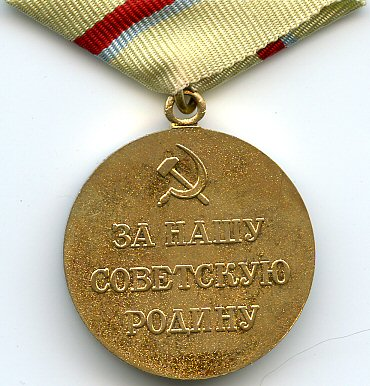
Revers de la médaille pour la défense de Kiev

La médaille pour la défense de Kiev (en russe : Медаль « За оборону Киева ») est une médaille commémorative des campagnes de l'Union soviétique durant la Seconde Guerre mondiale. Elle fut créée le 21 juin 1961 par décret du Præsidium du Soviet suprême de l’URSS, en vue de récompenser les participants à la défense de la ville de Kiev en 1941, pendant l’invasion de l'URSS par l’Allemagne nazie.